# Broken Arrow (Neil Young)
Broken Arrow è un album di Neil Young e del suo gruppo Crazy Horse del 1996.

## Storia
Nel 1995 Neil Young aveva pubblicato Mirror Ball, frutto della collaborazione con i Pearl Jam. Il 26 novembre 1995 David Briggs, storico produttore e collaboratore di Young, morì. Broken Arrow esce nel 1996 e sarà una sorta di album "esercizio" senza la collaborazione di Briggs. Esce nello stesso anno in cui il musicista canadese lavora a fianco di Jim Jarmusch per la realizzazione del documentario Year of the Horse, che sarà incentrato sul tour del 1996. Broken Arrow è caratterizzato dalla presenza di tre lunghe ballate elettriche (Big Time, Loose Change e Slip Away) con i Crazy Horse a supporto della chitarra principale di Young, e un brano acustico (Music Arcade). In una intervista Young dichiarerà che l'album è stato considerato da alcuni come una delle migliori prove dei Crazy Horse.

## Tracce
Testi di Neil Young, eccetto Baby What You Want Me To Do (composta da Jimmy Reed).
1. Big Time – 7:24
2. Loose Change – 9:10
3. Slip Away – 8:36
4. Changing Highways – 2:28
5. Scattered (Let's Think About Livin') – 4:13
6. This Town – 2:59
7. Music Arcade – 3:59
8. Baby What You Want Me to Do – 8:08
9. Interstate – registrata nel 1990 presente solo sulla versione vinile o nel singolo su CD Big Time

## Musicisti
- Neil Young - chitarra elettrica e acustica, pianoforte, armonica
- Crazy Horse
- Poncho Sampedro - voce, chitarra elettrica
- Billy Talbot - voce, basso, tamburino
- Ralph Molina - voce, batteria, percussioni